# Cvetočnyj
Cvetočnyj (in lingua russa Цветочный) è un centro abitato dell'Adighezia, situato nel Majkopskij rajon. La popolazione era di 1 405 abitanti al dicembre 2018. Ci sono 18 strade.